# Vulgichneumon
Vulgichneumon är ett släkte av steklar som beskrevs av Heinrich 1961. Vulgichneumon ingår i familjen brokparasitsteklar.
Kladogram enligt Catalogue of Life och Dyntaxa:
| Vulgichneumon | \| \| Vulgichneumon bimaculatus \| \| \| \| \| \| Vulgichneumon brevicinctor \| \| \| \| \| \| Vulgichneumon cagnatus \| \| \| \| \| \| Vulgichneumon clypeatus \| \| \| \| \| \| Vulgichneumon cordiger \| \| \| \| \| \| Vulgichneumon deceptor \| \| \| \| \| \| Vulgichneumon diminutus \| \| \| \| \| \| Vulgichneumon drydeni \| \| \| \| \| \| Vulgichneumon heleiobatos \| \| \| \| \| \| Vulgichneumon hirookaensis \| \| \| \| \| \| Vulgichneumon horstmanni \| \| \| \| \| \| Vulgichneumon inconspicuus \| \| \| \| \| \| Vulgichneumon leucaniae \| \| \| \| \| \| Vulgichneumon leucanioides \| \| \| \| \| \| Vulgichneumon lissolaba \| \| \| \| \| \| Vulgichneumon mimicus \| \| \| \| \| \| Vulgichneumon normops \| \| \| \| \| \| Vulgichneumon phaeogenops \| \| \| \| \| \| Vulgichneumon saevus \| \| \| \| \| \| Vulgichneumon saturatorius \| \| \| \| \| \| Vulgichneumon siremps \| \| \| \| \| \| Vulgichneumon stegemanni \| \| \| \| \| \| Vulgichneumon suavis \| \| \| \| \| \| Vulgichneumon suigensis \| \| \| \| \| \| Vulgichneumon taiwanensis \| \| \| \| \| \| Vulgichneumon takagii \| \| \| \| \| \| Vulgichneumon terminalis \| \| \| \| \| \| Vulgichneumon trifarius \| \| \| \| \| \| Vulgichneumon uchidai \| \| \| \| |
|               | \| \| Vulgichneumon bimaculatus \| \| \| \| \| \| Vulgichneumon brevicinctor \| \| \| \| \| \| Vulgichneumon cagnatus \| \| \| \| \| \| Vulgichneumon clypeatus \| \| \| \| \| \| Vulgichneumon cordiger \| \| \| \| \| \| Vulgichneumon deceptor \| \| \| \| \| \| Vulgichneumon diminutus \| \| \| \| \| \| Vulgichneumon drydeni \| \| \| \| \| \| Vulgichneumon heleiobatos \| \| \| \| \| \| Vulgichneumon hirookaensis \| \| \| \| \| \| Vulgichneumon horstmanni \| \| \| \| \| \| Vulgichneumon inconspicuus \| \| \| \| \| \| Vulgichneumon leucaniae \| \| \| \| \| \| Vulgichneumon leucanioides \| \| \| \| \| \| Vulgichneumon lissolaba \| \| \| \| \| \| Vulgichneumon mimicus \| \| \| \| \| \| Vulgichneumon normops \| \| \| \| \| \| Vulgichneumon phaeogenops \| \| \| \| \| \| Vulgichneumon saevus \| \| \| \| \| \| Vulgichneumon saturatorius \| \| \| \| \| \| Vulgichneumon siremps \| \| \| \| \| \| Vulgichneumon stegemanni \| \| \| \| \| \| Vulgichneumon suavis \| \| \| \| \| \| Vulgichneumon suigensis \| \| \| \| \| \| Vulgichneumon taiwanensis \| \| \| \| \| \| Vulgichneumon takagii \| \| \| \| \| \| Vulgichneumon terminalis \| \| \| \| \| \| Vulgichneumon trifarius \| \| \| \| \| \| Vulgichneumon uchidai \| \| \| \| |
|               | Vulgichneumon bimaculatus |
|               | |
|               | Vulgichneumon brevicinctor |
|               | |
|               | Vulgichneumon cagnatus |
|               | |
|               | Vulgichneumon clypeatus |
|               | |
|               | Vulgichneumon cordiger |
|               | |
|               | Vulgichneumon deceptor |
|               | |
|               | Vulgichneumon diminutus |
|               | |
|               | Vulgichneumon drydeni |
|               | |
|               | Vulgichneumon heleiobatos |
|               | |
|               | Vulgichneumon hirookaensis |
|               | |
|               | Vulgichneumon horstmanni |
|               | |
|               | Vulgichneumon inconspicuus |
|               | |
|               | Vulgichneumon leucaniae |
|               | |
|               | Vulgichneumon leucanioides |
|               | |
|               | Vulgichneumon lissolaba |
|               | |
|               | Vulgichneumon mimicus |
|               | |
|               | Vulgichneumon normops |
|               | |
|               | Vulgichneumon phaeogenops |
|               | |
|               | Vulgichneumon saevus |
|               | |
|               | Vulgichneumon saturatorius |
|               | |
|               | Vulgichneumon siremps |
|               | |
|               | Vulgichneumon stegemanni |
|               | |
|               | Vulgichneumon suavis |
|               | |
|               | Vulgichneumon suigensis |
|               | |
|               | Vulgichneumon taiwanensis |
|               | |
|               | Vulgichneumon takagii |
|               | |
|               | Vulgichneumon terminalis |
|               | |
|               | Vulgichneumon trifarius |
|               | |
|               | Vulgichneumon uchidai |
|               | |

## Bildgalleri

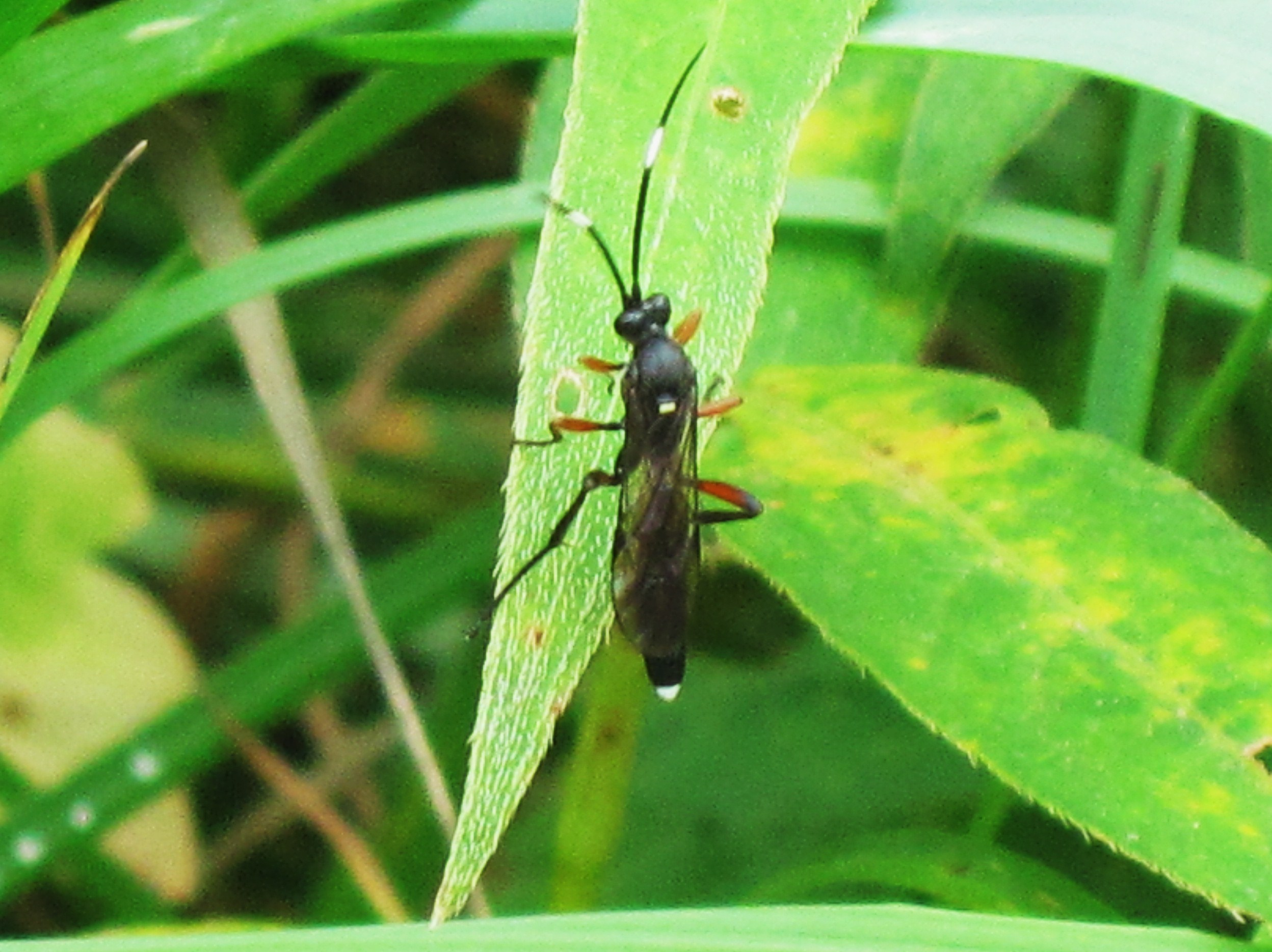
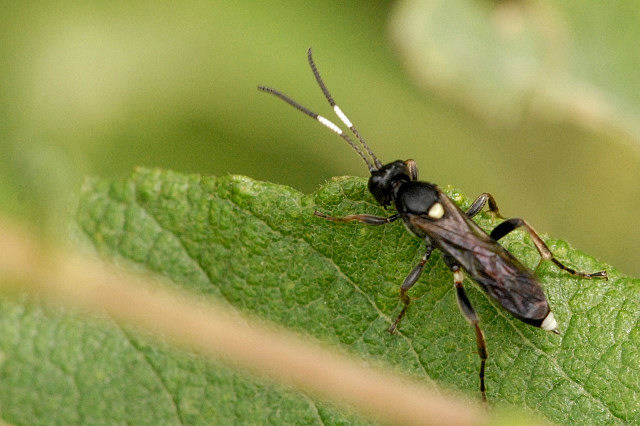